# Takanori Kōno
Takanori Kōno (河野孝典?, Kōno Takanori; Nozawaonsen, 7 marzo 1969) è un ex combinatista nordico giapponese, vincitore di varie medaglie olimpiche e iridate.

## Biografia
In Coppa del Mondo esordì il 9 marzo 1990 a Örnsköldsvik (15°), ottenne il primo podio il 5 dicembre 1992 a Vuokatti (2°) e l'unica vittoria il 12 marzo 1993 a Oslo.
In carriera prese parte a due edizioni dei Giochi olimpici invernali, Albertville 1992 (19° nell'individuale, 1° nella gara a squadre) e Lillehammer 1994 (2° nell'individuale, 1° nella gara a squadre), e a tre dei Campionati mondiali, vincendo due medaglie.

## Palmarès

### Olimpiadi
- 3 medaglie:
  - 2 ori (gara a squadre ad Albertville 1992; gara a squadre a Lillehammer 1994)
  - 1 argento (individuale a Lillehammer 1994)

### Mondiali
- 2 medaglie:
  - 2 ori (gara a squadre a Falun 1993; gara a squadre a Thunder Bay 1995)

### Coppa del Mondo
- Miglior piazzamento in classifica generale: 2º nel 1994
- 12 podi (tutti individuali):
  - 1 vittoria
  - 8 secondi posti
  - 3 terzi posti

#### Coppa del Mondo - vittorie
| Data          | Località | Nazione  | Trampolino        | Spec.       |
| ------------- | -------- | -------- | ----------------- | ----------- |
| 12 marzo 1993 | Oslo     | Norvegia | Holmenkollen K110 | IN LH/15 km |

Legenda:

IN = individuale Gundersen

LH = trampolino lungo